# Hibbertia elata
Hibbertia elata är en tvåhjärtbladig växtart som beskrevs av Joseph Henry Maiden och Betche. Hibbertia elata ingår i släktet Hibbertia och familjen Dilleniaceae. Inga underarter finns listade i Catalogue of Life.